# آدم بيج
آدم بيج (بالإنجليزية: Adam Page)‏ هو لاعب هوكي الجليد أمريكي، ولد في 10 مارس 1992 في بوفالو في الولايات المتحدة.

## روابط خارجية
- آدم بيج على موقع Paralympic.org (الإنجليزية)
- آدم بيج على موقع اللجنة الأولمبية والبارالمبية الأمريكية (الإنجليزية)